# 2013년 NC 다이노스 시즌
2013년 NC 다이노스 시즌은 KBO 리그에서 김경문 감독이 이끄는 프로 구단 NC 다이노스의 2013년 시즌을 일컫는다.

## 선수단
- 선발투수: 찰리, 이재학, 해커, 아담, 이태양
- 구원투수: 임창민, 손정욱, 이민호, 이성민, 최금강, 황덕균, 이형범, 고창성, 이상민, 문수호, 이승호, 김진성, 노건우
- 마무리투수: 손민한, 송신영, 정진, 윤강민, 장현식
- 포수: 김태군, 허준, 김태우, 이태원
- 1루수: 조영훈, 조평호, 최재원
- 2루수: 차화준, 지석훈, 박민우, 이상호
- 유격수: 노진혁
- 3루수: 모창민, 이현곤, 이창섭, 김동건
- 좌익수: 박정준, 강구성
- 중견수: 나성범
- 우익수: 김종호, 권희동, 박으뜸, 김종찬, 마낙길, 김준완, 박상혁
- 지명타자: 이호준, 강진성, 김성욱, 박헌욱, 이명환

## 변동 사항
- 2012년 8월 20일 신생팀 우선지명으로 북일고등학교 윤형배와 영남대학교 이성민이 지명되었다.[1]
- 전 LG 트윈스의 감독이던 박종훈이 첫 번째 육성이사로 영입되었다.[2]
- 박영태, 채종범, 전종화 코치와의 계약을 포기하고 양후승, 양승관, 구천서 코치가 합류하였다. 그리고 5월 13일에는 최계훈 코치가 잔류군 코치로 영입되었다.
- 미국 애리조나주 투손으로 1차 전지훈련을, 2차 전지훈련은 대만에서 진행하였다. 대만 전지훈련 기간 동안 2013년 WBC 국가대표팀과 대만 국가대표팀 등과의 평가전을 치루었다.
- 2012년 11월 15일, 8개 구단 보호선수 20인을 제외한 선수 8명을 1인당 10억 원을 주고 지명하였다. 지명대상은 김종호(삼성 라이온즈), 이승호(롯데 자이언츠), 모창민(SK 와이번스), 고창성(두산 베어스), 조영훈(KIA 타이거즈), 이태양(넥센 히어로즈), 김태군(LG 트윈스), 송신영(한화 이글스)이다.[3]
- 2012년 11월 18일 김태형이 넥센 히어로즈의 임창민, 차화준과 트레이드 된다.
- FA를 통하여 이호준과 이현곤을 영입하였다.
- 첫 외국인 선수들로 아담 윌크, 찰리 쉬렉, 에릭 해커와 계약한다. 이들은 이름의 첫 글자를 따서 ACE 트리오로 불리게 된다.
- 2013년 4월 15일 손민한이 신고선수로 입단하게 된다.[4]
- 2013년 4월 18일 송신영과 신재영이 넥센 히어로즈의 지석훈, 박정준, 이창섭과 트레이드 된다.

## 시즌 요약

### 개막 전
2012년 시즌 이후 20인 외 지명, FA 영입, 외국인 선수 영입, 트레이드를 통해서 착실히 전력보강을 하였다. 그리고 애리조나에서 1차 전지훈련을 진행하고, 2차 전지훈련을 대만에서 진행하였다. 대만 전지훈련에서 NC 다이노스는 2013년 월드 베이스볼 클래식 대한민국 국가대표팀 및 대만 국가대표팀과의 경기에서 밀리지 않는 경기를 하였다. 이 후 귀국하여 시범경기를 성공적으로 치루게 되었다.

### 4월
4월 2일 비록 패배하기는 하였으나 대망의 첫 마산구장 개막전을 시작으로 1군 리그에 참여하였다. 마산 롯데 자이언츠전을 시작으로 삼성 라이온즈, LG 트윈스에 창단 후 7연패를 당하게 된다.
4월 11일 서울종합운동장 야구장에서 열린 LG 트윈스와의 경기에서 선발투수 이재학의 6이닝 무실점 호투로 창단 첫 승을 기록한다., 4월 13일에에 마산야구장에서 열린 SK 와이번스와의 경기에서는 권희동의 3점 홈런에 힘입어 홈에서 첫 승리를 하고, 다음날인 4월 14일에는 이만수 감독의 5인내야 시프트를 무너뜨리는 박으뜸의 스퀴즈번트로 첫 위닝시리즈를 기록한다.
한화 이글스, 넥센 히어로즈와의 경기에서 5연패를 당하면서 최하위로 추락한 상태로 4월 24일 리그 선두 KIA 타이거즈를 만나게 된다. 이 경기에서 선발 에릭 해커가 난조를 보여 조기 강판 되었으나, 9회말 2사 2루 상황에서 조평호의 극적인 동점 적시타가 나오면서 승부를 연장으로 끌고가게 되고 최금강의 호투로 무승부로 마무리 지으며 창단 첫 무승부를 기록하게 된다. 그리고 KIA 타이거즈, 두산 베어스에게 다시 4연패에 빠지지만 4월 30일부터 5월 2일까지 열린 LG 트윈스와의 경기에서 아담 윌크, 이재학, 이태양의 호투로 창단 첫 스윕을 기록한다.

### 5월
5월이 돼서는 전혀 다른 경기를 보여주게 되었는데, 4월에 4승 1무 17패를 한 반면, 5월에는 12승1무10패로 5할 이상의 승률을 보여주었다. 5월 7일부터 5월 9일까지 마산야구장에서 열린 한화 이글스와의 3연전에서 1승 2패를 기록하였다. 특히, 5월 7일에는 나성범이 첫 1군 무대 데뷔전을 가졌으나 안타를 기록하지 못하고 1볼넷 만을 얻어내었다. 하지만 다음날인 5월 8일 경기에서는 상대투수 김혁민을 상대로 첫 안타를 홈런으로 장식하는 등 2홈런을 때려내었지만 팀이 4-6으로 패하면서 빛이 바랬다.
5월 12일 서울종합운동장 야구장에서 열린 두산 베어스와의 경기에서 찰리 쉬렉의 7이닝 2실점 호투와 더불어 타선이 폭발하면서 17득점을 하며 17 - 5로 승리하였다. 이 기록은 창단 첫 두자리수 득점일 뿐만 아니라 NC 다이노스 창단 이후 최다 득점이기도 하였다. 찰리 쉬렉은 이 경기에서 첫 승을 신고하게 된다. 그리고 5월 14일부터 5월 16일까지 열린 롯데 자이언츠와의 3연전에서 2승 1무를 거두면서 위닝시리즈를 가져간다. 특히 5월 15일 경기에서는 전준우가 성급한 홈런 세레모니로 MLB 홈페이지에 동영상이 개제되는 해프닝이 있기도 하였다. 5월 17일부터 5월 19일까지 마산종합운동장 야구장에서 열린 삼성 라이온즈와의 3연전에서는 스윕을 당하나 5월 17일에는 선발투수 이재학이 창단 첫 완투를 기록한다.
5월 21일부터 5월 23일동안 3연전 기간 동안 인천SK행복드림구장에서 열린 SK 와이번스와의 경기에서는 2승 1패를 기록하며 위닝시리즈를 기록하였다. 특히, 5월 22일에는 에릭 해커가 한국프로야구 첫 승을 기록하였으며, 이호준이 채병용을 상대로 통산 250호 홈런과 통산 900타점을 기록하는 솔로 홈런을 쏘아올렸다. 5월 23일에도 이재학의 호투와 권희동의 솔로포, 모창민의 NC 다이노스 창단 첫 연타석 홈런으로 SK 와이번스를 6-2로 꺾고 승리하였다. 5월 24일에서 26일까지 열린 KIA 타이거즈와의 3연전에서는 찰리 쉬렉과 아담 윌크가 호투하면서 SK 와이번스와의 경기에 이어서 팀 4연승을 올리나, 마지막 경기인 5월 26일에는 선발투수 이태양이 일찍이 무너지며 위닝시리즈로 광주 원정을 마감하였다. 5월 28일부터 5월 31일까지 창원에서 열린 넥센 히어로즈와의 3연전에서는 1승 1패를 기록한다. 5월 29일 경기에서는 선발 에릭 해커가 7이닝 2실점 호투를 하였음에도 불펜이 흔들리면서 연장으로 이어졌으나 최금강이 김민우에게 3타점 2루타를 허용하며 패배한다. 불안한 불펜진의 모습을 여실히 보여주는 경기였다. 5월 31일부터 6월 2일까지 열린 한화 이글스와의 3연전에서는 역시 아담 윌크와 찰리 쉬렉이 호투하면서 위닝시리즈를 기록하였다. 특히 5월 31일 경기에서는 찰리 쉬렉이 6과 1/3이닝 동안 무실점으로 막고 이어 임창민이 무실점으로 막았으나 이성민이 9회 2사이후에 2실점을 하면서 창단 첫 영봉승 기록에 실패하였다.

### 6월
6월 4일부터 6월 6일까지 마산종합운동장 야구장에서 열린 SK 와이번스와의 3연전에서 2승 1패로 위닝시리즈를 가져간다. 특히 6월 5일에는 손민한이 1378일만에 등판을 하여 1407일만에 선발승을 거두었으며, 이호준은 구단 첫 만루홈런을 포함해 7타점을 기록하며 타점 선두에 오른다. 6월 6일에는 현충일을 기념해 해군 스페셜 유니폼을 착용하고 경기를 하였으며 찰리의 7이닝 1실점 호투로 승리를 거둔다. 다만, 마무리로 보직을 전환한 이재학은 1/3이닝 동안 3피안타 1실점을 기록하며 불안한 모습을 보여준다.
6월 11일부터 6월 13일까지 있던 KIA 타이거즈와의 경기에서는 에릭 해커, 아담 윌크가 호투하였으나 스윕패를 당한다. 6월 13일 경기에서는 이태양이 4 2/3이닝 동안 5실점하며 강판당했지만 9회초 2사 이후에 타선이 폭발하며 2-7에서 7-7로 추격하였으며 앤서니 르루는 블론세이브를 기록하게 된다. 하지만, 9회 말에 끝내기 안타를 맞으며 경기는 7-8로 패하게 된다. 6월 14일부터 6월 16일까지 열린 마산종합운동장 야구장에서 열린 삼성 라이온즈와의 경기에서는 1승 1무 1패를 기록하였다. 특히, 6월 15일에 삼성과의 경기에서 처음으로 승리하여 55경기만에 전구단 승리를 기록하였다. 하지만, 손민한 다음으로 나온 이재학이 3 1/3이닝 동안 3실점을하며 세이브를 기록하였지만 불안한 모습을 보여주었다. 6월 19일부터 6월 20일까지 마산야구장에서 열린 LG 트윈스와의 경기에서는 1승 1패를 기록하였다. 6월 19일 경기에서는 마무리로 전향하였던 이재학이 다시 선발투수로 나와 6이닝 무실점으로 호투하였지만 불펜이 4실점을 하며 패배하였다. 6월 20일 경기에서는 상대 선발 류제국을 4 2/3이닝 2실점으로 강판시켰지만 찰리 쉬렉이 이병규에게 적시타를 맞으며 2-3으로 끌려가다 권희동의 적시타와 이호준의 9회말 무사만루에서 끝내기 안타로 3-4로 승리하게 되었다.
6월 21일부터 23일까지 목동야구장에서 열린 넥센 히어로즈와의 경기에서는 1승 2패를 기록하였다. 첫 경기였던 6월 21일 경기에서는 손민한이 7이닝 1실점으로 호투하고 타선이 브랜든 나이트를 5이닝 3실점으로 강판시키며 승리를 거둔다. 이 경기의 패배로 넥센 히어로즈는 8연패에 빠진다. 6월 22일 경기에서는 에릭 해커가 완투를 기록하였지만 빈타로 인해 1-2로 완투패를 기록하였으며, 6월 23일 경기에서는 선발투수 이태양이 2 1/3이닝 동안 6실점을 하며 5-9로 패배하였다. 6월 26일부터 6월 27일까지 사직야구장에서 열린 롯데 자이언츠와의 경기에서는 2패를 기록하였다. 6월 26일 경기는 2013년 시즌 사상 처음으로 사직야구장이 매진을 기록하였으며 펠릭스 호세가 시구를 하였다. 이 경기에서 상대 선발투수 옥스프링을 상대로 2점을 먼저 얻었으나 야수들의 실책으로 2점을 내주며 동점이 되었다가, 임창민이 강민호에게 솔로 홈런을 맞으며 2-3으로 패배하였다. 6월 27일 경기에서는 이재학이 6 2/3이닝 동안 2실점하며 호투하였지만 타선이 침묵하며 0-2로 패배하였다. 6월 28일부터 6월 30일까지 마산야구장에서 열린 두산 베어스와의 경기에서 1승 2패를 기록하였다. 6월 28일 경기에서는 선발투수 에릭 해커가 4이닝 4실점으로 강판당했지만 나성범의 2점홈런 등 5득점을 하며 경기를 역전 시켰으나 오재원에게 역전 적시타를 내주며 5-6으로 패배하였다. 6월 29일 경기에서는 손민한이 6이닝 무실점으로 막았지만 불펜진의 난조로 인해 1-2로 패배하였다. 6월 30일 경기에서는 선발투수 아담 윌크 5 2/3이닝 4실점으로 난조를 보였으나 나성범이 3점홈런, 김태군이 4타수 2안타 4타점을 터트리며 9-5로 승리하였다. 특히 이 경기에서 제2연평해전 승전 기념행사의 일환으로 선수들은 해군(NAVY)스페셜 유니폼을 착용하고 경기를 하였다.

### 7월
7월 2일부터 7월 3일까지 마산종합운동장 야구장에서 열린 넥센 히어로즈와의 경기에서는 2승을 기록하였다. 7월 2일 경기에서는 선발투수 찰리 쉬렉이 8이닝 무실점으로 호투하였으며 이민호가 1이닝을 무실점으로 막으며 세이브를 기록하였으며 모창민과 나성범의 백투백홈런으로 2-0으로 승리하였다. 특히 이 경기는 NC 다이노스 팀 창단 67경기만에 나온 첫 번째 영봉승이었다. 7월 3일 경기에서는 선발 투수 이재학이 6 1/3이닝 동안 2실점(1자책) 9탈삼진으로 호투하며 4-3으로 승리하였다. 7월 9일부터 7월 11일까지 잠실야구장에서 열린 LG 트윈스와의 경기에서는 3패를 기록하며 스윕을 당하였다. 타자들이 전체적으로 부진하여 3경기동안 4점 밖에 내지 못하였다.
7월 12일부터 7월 14일까지 마산종합운동장 야구장에서 열린 롯데 자이언츠와의 경기에서는 3승을 기록하며 스윕을 하였다. 7월 12일 경기에서 선발투수 에릭 해커가 8이닝 1실점으로 호투하며 5월 22일 이후 7경기만에 시즌 2승을 기록며 2-1로 승리하였다. 7월 13일 경기에서는 7-4로 앞선 상황에서 임창민이 3점홈런을 허용하며 블론세이브를 기록하였지만 이호준이 솔로홈런을 터뜨리며 역전하여 8-7로 승리하였다. 7월 14일 경기에서는 찰리 쉬렉이 6이닝 무실점으로 호투하였으며 상대투수들의 상대로 대거 10득점을 뽑아내며 10-1로 대승을 거두며 창단 두 번째 스윕을 기록하였다. 7월 16일부터 7월 17일까지 잠실야구장에서 열린 두산 베어스와의 경기에서는 2패를 기록하였다. 7월 16일에는 선발투수 손민한 3이닝동안 5피안타 4볼넷으로 조기강판되었고 야수들이 3실책을 하며 패배하였다. 7월 17일에도 아담 윌크가 3이닝 3실점(1자책)으로 조기강판되었으나 에릭 해커가 5이닝 1실점으로 막으며 0-4로 패배하였다.
올스타전 이후인 7월 23일부터 7월 25일까지 대구시민운동장 야구장에서 열린 삼성 라이온즈와의 3연전에서 3패를 당하며 스윕패를 당하였다. 7월 23일 경기에서는 찰리 쉬렉 7이닝 2실점으로 호투하였으나 타선이 2안타 3볼넷 무득점으로 침묵하며 0-2로 패배하였다. 7월 24일 경기에서는 에릭 해커가 7이닝 2실점으로 호투하였으나 9회에 마무리 이민호가 1실점을 하며 블론세이브를 기록하였으며 10회에 손정욱이 최형우에게 끝내기 홈런을 맞으며 3-4로 패배하였다. 이 경기에서는 손민한이 2006년 5월 20일 삼성 라이온즈 전 이후 2,622일 만에 불펜투수로 등판하여 1이닝 무실점으로 막았으나 홀드를 기록하지는 못하였다. 7월 25일에는 이재학이 5이닝 3실점을 기록하였고 타선이 침묵하면서 1-6으로 패배하였다. 7월 26일부터 7월 28일까지 마산종합운동장 야구장에서 열린 KIA 타이거즈와의 3연전에서는 2승 1패로 위닝시리즈를 기록하였다. 7월 26일 선발투수 노성호가 5이닝 4탈삼진 2볼넷 3실점으로 호투하였으나 손민한의 블론세이브로 승리투수 요건을 날려버렸다. 하지만, 9회말 2사 2,3루에서 모창민이 끝내기 안타를 치면서 5-4로 승리하며 후반기 첫 승을 신고하였다. 7월 27일에는 5회 나성범의 역전 2점홈런과 7회 모창민의 3점홈런으로 8-4로 승리하였다. 7월 28일 경기에서는 찰리 쉬렉이 7이닝 3실점으로 호투하였으나 계투진의 난조로 4-8로 패배하였다. 7월 30일부터 8월 1일까지 인천SK행복드림구장에서 열린 SK 와이번스와의 경기에서는 첫 번째로 원정 스윕을 기록하였다. 7월 30일 경기에서는 에릭 해커가 6 1/3이닝 동안 2실점으로 호투하였으며 이호준, 권희동의 백투백 홈런으로 4-2로 승리하였다. 이 경기는 NC 다이노스 최초의 강우 콜드게임 이었으며, 동시에 강우 콜드게임 승리였다. 7월 31일 경기에서는 선발 투수 이재학이 9이닝 무실점 12탈삼진 2피안타(2회 박진만, 9회 정근우) 2볼넷으로 호투하며 3-0으로 승리하며 창단 첫 완봉승을 기록하였다. 8월 1일 경기에서는 선발 투수 노성호가 부진하였지만 이성민, 임창민, 이민호가 무실점으로 막아내면서 5-4로 승리하였다.

### 8월
8월 2일부터 8월 3일까지 마산종합운동장 야구장에서 열린 한화 이글스와의 경기에서는 1승 1패를 기록하였다. 8월 1일 경기에서는 찰리 쉬렉이 8이닝 7피안타 1볼넷 9탈삼진 무실점 호투하여 4-0으로 승리하며 4연승을 기록하였다. 8월 2일 경기에서는 선발투수 이태양이 4실점하면서 2-4로 패배하였다. 이 경기는 김응용의 1500승 경기였다. 8월 4일 경기는 우천으로 취소되었다. 8월 6일부터 8월 7일까지 마산야구장에서 열린 LG 트윈스와의 경기에서는 2패를 기록하였다. 8월 6일 경기에서는 선발투수 에릭 해커가 5 2/3이닝동안 4실점하였으며 1-5로 패배하였다. 8월 7일 경기에서는 이재학이 등판하였지만 4 2/3이닝동안 10피안타 3피홈런 9실점(8자책점)으로 최악의 피칭을 하면서 5-14로 대패하였다. 8월 8일부터 8월 9일까지 마산야구장에서 열린 KIA 타이거즈와의 경기에서는 1승 1패를 기록하였다. 8월 8일 경기에서는 찰리 쉬렉이 6이닝 4실점을 기록하며 마운드를 내려갔으며, 8회말 나성범의 동점 솔로홈런이 터지면서 경기가 연장전으로 흘러갔다. 그러던 12회말에 대타로 나온 김성욱이 끝내기 안타를 치면서 5-4로 승리하였다. 8월 9일에는 노성호 4이닝 4실점, 아담 윌크가 3 2/3이닝 1실점을 기록하였지만 타선이 침묵하면서 2-5로 패배하였다.
8월 13일부터 8월 14일까지 청주야구장에서 열린 한화 이글스와의 경기에서는 2승을 기록하였다. 8월 13일에는 에릭 해커가 6이닝 1실점으로 호투로 3-1로 승리하였다. 8월 14일에는 찰리 쉬렉이 6이닝 1실점으로 호투하였고 불펜이 호투하면서 5-1로 승리하였다. 8월 15일부터 8월 16일까지 마산야구장에서 열린 삼성 라이온즈와의 경기에서는 2승을 기록하였다. 8월 15일에는 이재학이 7이닝 2실점 호투하며 4-2로 승리하였다. 8월 16일 경기에서는 노성호가 8이닝 5피안타 8탈삼진 1볼넷 1실점으로 데뷔 첫 승을 기록하며 3-1로 승리하였다. 8월 17일부터 8월 18일까지 사직야구장에서 열린 롯데 자이언츠와의 경기에서는 1무 1패를 기록하였다. 8월 17일 경기에서는 아담 윌크가 2이닝 3실점하고 타선이 부진하면서 3-5로 패배하였다. 8월 18일 경기에서는 에릭 해커의 7이닝 3실점(1자책)으로 선전하였으나 9회에 올라온 이민호가 3실점 하면서 블론세이브를 기록하면서 12회까지 승부를 내지 못하며 6-6 무승부를 기록하였다.

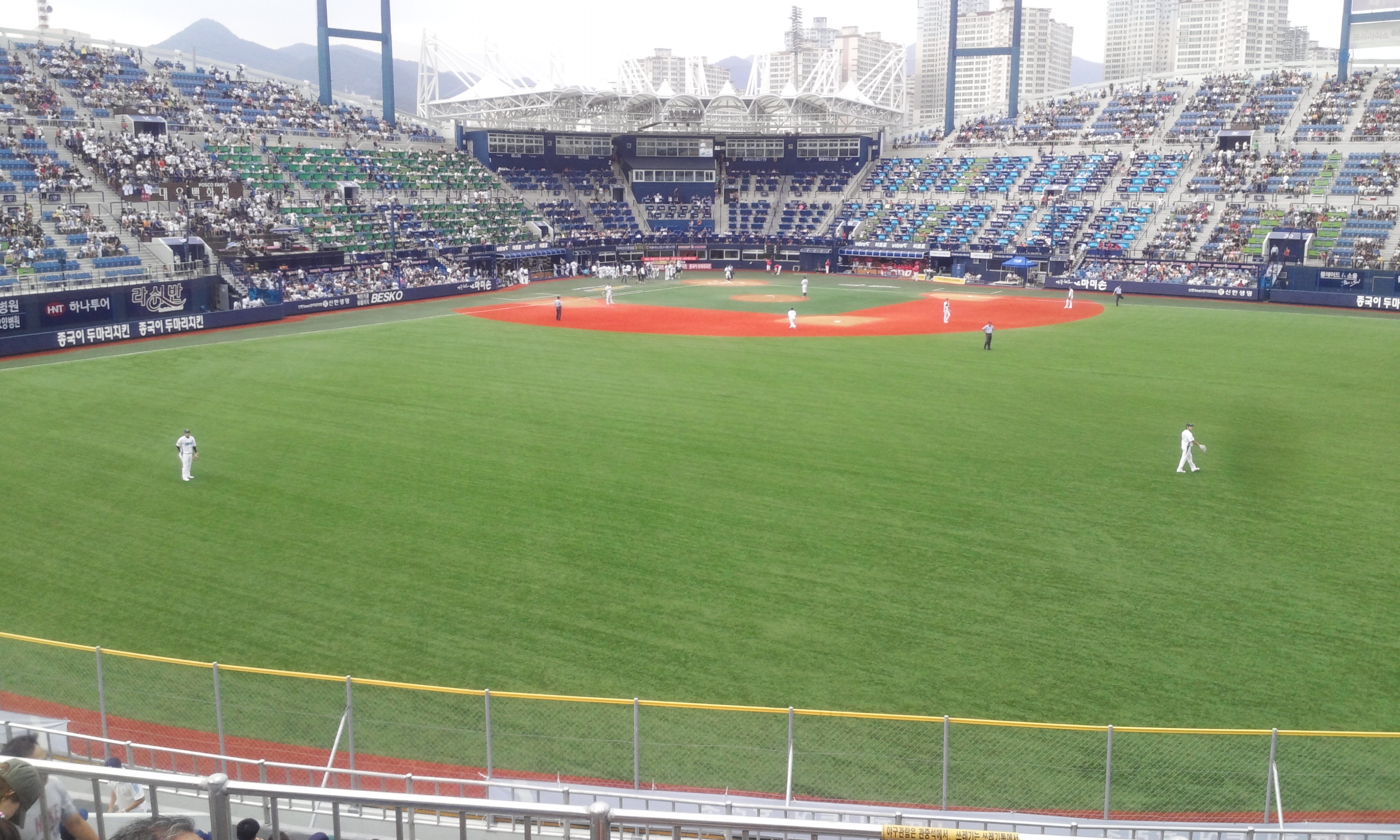
8월 25일 마산야구장에서 열린 SK 와이번스와의 경기

8월 20일부터 8월 21일까지 잠실야구장에서 열린 두산 베어스와의 경기에서는 2승을 기록하였다. 8월 20일 경기에서는 찰리 쉬렉이 6 1/3이닝 2실점으로 호투하고 상대 투수 헨킨스를 상대로 10안타 6득점하면서 8-2로 앞서나가다 손민한이 1 1/3이닝 4실점하면서 8-6으로 승리하였다. 8월 21일 경기에서는 이재학이 6 1/3이닝 7탈삼진 3실점(2자책)으로 호투하였고 이호준의 1점홈런과 3점홈런으로 7-5로 승리하였다. 8월 22일부터 8월 23일까지 목동야구장에서 열린 넥센 히어로즈와의 경기에서는 1승 1패를 기록하였다. 8월 22일 경기에서는 선발 투수 노성호가 1/3이닝 2실점으로 부진하였지만 뒤이어 등판한 이민호가 5 1/3이닝 1실점으로 호투하였다. 하지만 경기는 1-6으로 패배하였다. 8월 23일 경기에서는 상대 선발 투수 벤 헤켄을 상대로 10안타 5득점을 기록하였으나 선발 투수 에릭 해커가 6이닝 7피안타 3탈삼진 3볼넷 5실점하면서 승리투수 요건을 충족하지 못하고 강판당하였다. 이 후 이상호가 적시타를 치면서 6-5로 승리하였다. 8월 24일 경기는 우천으로 취소되었다. 8월 25일 마산종합운동장 야구장에서 열린 SK 와이번스와의 경기는 평균자책점 1,2위인 찰리와 세든이 선발투수로 나섰다. 그러나 타선이 침묵하면서 0-2로 패배하였다. 8월 27일부터 8월 28일까지 대구시민운동장 야구장에서 열린 삼성 라이온즈와의 경기에서는 1승 1패를 기록하였다. 8월 27일 경기는 이재학이 8이닝 1실점 호투하였으나, 김상수에게 끝내기 안타를 맞으면서 1-2로 패배하였다. 8월 28일 경기는 노성호가 5이닝 무실점을 기록하였고 타선이 밴덴헐크를 상대로 8안타를 뽑아내면서 6득점을 기록하면서 9-1로 승리하였다. 유격수로 나온 이상호와 2루수로 나온 박민우가 각각 3안타를 기록하였다. 8월 29일부터 8월 30일까지 마산야구장에서 열린 두산 베어스와의 경기에서는 2패를 기록하였다. 8월 29일 경기에서는 에릭 해커가 7이닝 5실점(4자책)을 기록하였으나, 타선이 침묵하면서 6-0으로 패배하였다. 8월 30일 경기에서는 찰리 쉬렉이 6이닝 3실점을 기록하였지만 4-5로 패배하였다. 나성범은 마산야구장 첫 장외 홈런을 기록하였다. 8월 31일부터 9월 1일까지 무등야구장에서 열린 KIA 타이거즈와의 경기에서는 2승을 기록하였다.8월 31일 경기에서는 이성민이 6이닝 무실점으로 기록하고, 나성범, 권희동, 이호준이 솔로홈런을 기록하면서 7-3으로 승리하였다. 9월 1일 경기에서는 타선이 16안타 12득점을 기록하면서 12-3으로 대승을 기록하였다. 조영훈은 시즌 6호 장외 3점홈런을 기록하였으며, 이재학은 5이닝 5피안타(1피홈런) 7탈삼진 2볼넷 3실점을 기록하였고 8승째를 기록하였다. 이 경기로 KIA 타이거즈와의 승차가 1.5경기로 줄었다. 이 경기는 NC 다이노스 창단 첫 선발타자 전원 득점 경기였다.

### 9월
9월 3일부터 9월 4일까지는 휴식기를 가졌다. 이 시기 동안 KIA 타이거즈는 삼성 라이온즈를 상대로 2승을 거두어 NC 다이노스와의 승차를 2.5경기로 벌렸다. 9월 5일 마산종합운동장 야구장에서 열린 넥센 히어로즈와의 경기에서는 에릭이 7이닝 1실점(비자책) 호투를 하였으나 타선의 부진으로 승리를 거두지 못하고 11회초 손민한이 김민성에게 적시타를 허용하며 1-2로 패배하였다. 9월 6일 경기는 우천으로 취소되었다. 9월 7일부터 9월 8일까지 인천SK행복드림구장에서 열린 SK 와이번스와의 경기에서는 2패를 기록하였다. 9월 7일 경기에서는 선발투수 이재학이 6이닝 3피안타 4볼넷 6탈삼진 1실점을 기록하였고 조영훈의 적시타, 김태군, 이호준의 1점홈런으로 3-1로 앞서 나갔으나 임창민이 박재상, 최정에게 홈런을 맞으면서 3-3 동점을 허용하였다. 그러다 10회말 나주환의 뜬공을 이현곤이 놓친 후 손민한이 김강민에게 끝내기 안타를 맞으면서 3-4로 패배하였다. 9월 8일 경기에서는 선발 투수 이성민이 1 2/3이닝 동안 7실점으로 조기강판 당하면서 6-10으로 패배하였다.
9월 10일부터 9월 11일까지 마산종합운동장 야구장에서 열린 롯데 자이언츠와의 경기에서는 1승 1패를 기록하였다. 9월 10일 경기에서는 찰리 쉬렉이 6이닝 2피안타 5볼넷 4탈삼진 무실점으로 호투하며 NC 다이노스 투수 중 처음으로 10승을 달성하였다. 김종호는 3회 무사 만루에서 2타점 적시타를 기록하며 결승타를 기록하였다. 경기에서는 NC 다이노스가 3-2로 승리하였다. 9월 11일 경기에서는 에릭 해커가 7이닝 2실점을 기록하였지만 타선이 침묵하면서 0-2로 패배하였다. 에릭 해커는 시즌 9패를 기록하였다. 9월 12일부터 9월 13일까지 열린 마산종합운동장 야구장에서 열린 한화 이글스와의 경기에서는 1승 1패를 기록하였다. 9월 12일 경기에서는 5-8로 패배하였다. 정성기를 제외한 4명의 투수들이 실점을 하면서 부진하였다. 9월 13일 경기에서는 이재학이 6 2/3이닝 무실점을 기록하였으며, 권희동이 만루홈런을 기록하면서 9-1로 승리하였다. 9월 14일부터 9월 15일까지 서울종합운동장 야구장에서 열린 LG 트윈스와의 경기에서는 1승 1패를 기록하였다. 9월 14일 경기에서는 선발 투수 이성민이 7이닝 1실점으로 호투하였으나, 타선이 침묵하면서 0-1로 패배하였다. 9월 15일 경기에서는 찰리 쉬렉이 8이닝 무실점을 기록하였으며, 이호준이 9회초 2사 1,2루에서 유원상을 상대로 안타를 치면서 2-0으로 승리하였다. 9월 16일 마산종합운동장 야구장에서 열린 넥센 히어로즈와의 경기에서는 에릭 해커가 7이닝 3실점(2자책) 호투하였으나, 타선이 침묵하면서 1-3으로 패배하였다. 이 패배로 에릭 해커는 시즌 10패를 기록하게 되었다. 9월 18일 포항야구장에서 열린 삼성 라이온즈와의 경기에서는 노성호가 4 1/3이닝 4실점(3자책)으로 강판당하였지만, 박민우, 나성범이 적시타를 치며 5-4로 역전을 하였다. 하지만, 박한이에게 끝내기 3점 홈런을 맞으면서 5-8로 패배하였다. 9월 19일 사직야구장에서 열린 롯데 자이언츠와의 경기에서는 이재학이 7이닝 1실점 호투하였지만 손민한이 동점을 허용한 후 9회말에 임창민이 이승화에게 끝내기 희생플라이를 허용하면서 3-4로 패배하였다.
9월 22일 마산종합운동장 야구장에서 열린 LG 트윈스와의 경기에서는 찰리 쉬렉이 5 1/3이닝 5실점(4자책)으로 부진하면서 6-1로 패배하였다. 경기에서는 졌지만 한화 이글스가 이날 경기에서 패배하면서 한화 이글스가 9위로 확정되었다. 이 후 휴식일 동안 KIA 타이거즈가 롯데 자이언츠에게 패배하면서 공동 7위가 되었다. 9월 25일 목동야구장에서 열린 넥센 히어로즈와의 경기에서는 이재학이 7이닝 무실점 호투하였지만 타선이 침묵하면서 승리를 기록하지는 못한다. 하지만 노진혁이 강윤구를 상대로 홈런을 치면서 1-0으로 승리하였다. 특히, 9회말 강정호가 우전안타를 치고 나간 무사 1루 상황에서, 손민한이 장기영의 높게 뜬 희생번트를 일부러 잡지 않고 떨어뜨린 후 2루에 던져서 병살타를 만들어 위기를 넘겼다. 손민한은 시즌 7세이브를 기록하였다. 9월 26일 서울종합운동장 야구장에서 열린 두산 베어스와의 경기에서는 노성호가 1/3이닝 4실점으로 강판당하면서 1-8로 패배하였다. 9월 27일 마산종합운동장 야구장에서 열린 한화 이글스와의 경기에서는 에릭 해커가 8이닝 2실점 호투하고, 모창민이 결승타, 지석훈이 2타점을 기록하면서, 3-2로 승리하였다. 이 경기 승리로 승률 4할, 50승(50승 70패 4무)이 달성되었고, 에릭 해커는 60일만에 4승을 기록하였다. 또한, KIA 타이거즈가 SK 와이번스와의 경기에서 무승부를 기록하면서 단독 7위가 되었다. 9월 29일 SK 와이번스와의 경기는 우천으로 취소되었다. 9월 30일 마산종합운동장 야구장에서 열린 KIA 타이거즈와의 경기에서는 찰리 쉬렉이 7이닝 1실점 호투하였으나, 타선이 침묵하면서 0-3으로 패배하였다. 이 경기의 패배로 다시 0.5경기차 뒤진 8위가 되었다.

### 10월
10월 1일부터 10월 2일까지 마산종합운동장 야구장에서 열린 넥센 히어로즈와의 경기에서는 1승 1패를 기록하였다. 10월 1일 경기에서는 이재학이 7이닝 2실점 호투하였으며, 나성범이 시즌 14호 3점 홈런을 기록하면서 6-2로 승리하였다. 이 경기 승리로 이재학은 유희관과 함께 2006년(류현진, 장원삼, 한기주) 이후 7년만에 신인 10승 투수가 되었고, 정통파 투수가 아닌 투수로는 1993년 박충식 이후로 20년만에 10승 투수가 되었다. 10월 2일 경기에서는 에릭 해커가 9이닝 2실점 완투하였으나, 타선이 침묵하면서 1-2로 패배하였다. 에릭 해커는 11패 째를 기록하였다. 10월 3일과 10월 4일은 휴식일이었으나, 10월 4일 경기에서 KIA 타이거즈가 넥센 히어로즈를 상대로 패배하면서 7위로 최종 순위가 확정되었다. 10월 5일 마산종합운동장 야구장에서 열린 SK 와이번스와의 시즌 마지막 경기에서는 6-5로 승리하였다. 박정준, 권희동을 홈런을 기록하였다. 이 경기의 패배로 SK 와이번스는 승률 0.500 달성에 실패하게 된다.(0.496)

## 시즌 기록

### 팀 기록
| 연도   | 감독   | 경기 | 승리 | 무승부 | 패전 | 승률  | 타율  | 안타 | 홈런 | 도루 | 득점 | 실점 | 평균자책점 | 순위 |
| ------ | ------ | ---- | ---- | ------ | ---- | ----- | ----- | ---- | ---- | ---- | ---- | ---- | ---------- | ---- |
| 2013년 | 김경문 | 128  | 52   | 4      | 72   | 0.419 | 0.244 | 1045 | 86   | 142  | 512  | 551  | 3.96       | 7위  |

### 개인 최고 기록
| 타이틀     | 연도 | 성명          | 기록  | 비고           |
| ---------- | ---- | ------------- | ----- | -------------- |
| 평균자책점 | 2013 | 찰리 쉬렉     | 2.48  | 평균자책점 1위 |
| 승률       | 2013 | 이재학        | 0.667 |                |
| 다승       | 2013 | 찰리 쉬렉     | 11    |                |
| 완투       | 2013 | 에릭 해커     | 3회   |                |
| 완봉       | 2013 | 이재학        | 1회   |                |
| 패전       | 2013 | 에릭 해커     | 11    |                |
| 세이브     | 2013 | 이민호        | 10    |                |
| 블론세이브 | 2013 | 이민호 임창민 | 5     |                |
| 탈삼진     | 2013 | 이재학        | 144   |                |
| 홀드       | 2013 | 임창민        | 9     |                |
| 이닝       | 2013 | 찰리 쉬렉     | 189   |                |
| 타율       | 2013 | 조영훈        | 0.282 |                |
| 홈런       | 2013 | 이호준        | 20    |                |
| 타점       | 2013 | 이호준        | 87    |                |
| 득점       | 2013 | 김종호        | 72    |                |
| 안타       | 2013 | 김종호        | 129   |                |
| 출루율     | 2013 | 김종호        | 0.376 |                |
| 장타율     | 2013 | 이호준        | 0.475 |                |
| 볼넷       | 2013 | 이호준        | 60    |                |
| 사구       | 2013 | 김종호        | 17    |                |
| 도루       | 2013 | 김종호        | 50    | 도루 1위       |
| 병살타     | 2013 | 김종호 모창민 | 11    |                |
| 실책       | 2013 | 모창민        | 11    |                |

### 타이틀
- 올스타전 추천선수: 찰리, 이재학, 김태군 (포수 3위), 나성범
- 컴투스프로야구 NC 다이노스 베스트 라인업: 이재학 (1선발), 찰리 (중계투수), 이호준 (지명타자)
- 컴투스프로야구2022 타이틀홀더 라인업: 이재학 (선발투수)
- 컴투스프로야구 내일은 신인왕 라인업: 이재학 (선발투수)

#### 퓨처스리그
- 퓨처스 올스타: 장현식, 강진성, 박민우, 박상혁

## 시즌 달성 기록
| 성명   | 기록               | 날짜            | 상대팀 | 상대투수 | 구장 | 기타        |
| ------ | ------------------ | --------------- | ------ | -------- | ---- | ----------- |
| 이호준 | 통산 250 2루타     | 2013년 4월 25일 | KIA    | 서재응   | 마산 | 역대 26번째 |
| 노진혁 | 인사이드 파크 홈런 | 2013년 4월 27일 | 두산   | 김선우   | 마산 | 역대 73번째 |
| 이호준 | 통산 1500경기 출장 | 2013년 4월 30일 | LG     |          | 마산 | 역대 29번째 |
| 이호준 | 통산 250 홈런      | 2013년 5월 22일 | SK     | 채병용   | 문학 | 역대 11번째 |
| 이호준 | 통산 900 타점      | 2013년 5월 22일 | SK     | 채병용   | 문학 | 역대 14번째 |
| 이호준 | 통산 2500루타      | 2013년 8월 13일 | 한화   | 이브랜드 | 청주 | 역대 19번째 |
| 이호준 | 통산 1600경기 출장 | 2013년 9월 27일 | 한화   |          | 마산 | 역대 24번째 |

## 한국 프로 야구상 수상자
- 한국 프로 야구 최우수 신인 선수 : 이재학
- 최우수 평균 자책점 : 찰리(2.84)
- 최다 도루 : 김종호(50개)

## 퓨처스리그 개인 기록 수상자
- 최우수 평균 자책점 : 변강득(2.93)
- 최고 타율 : 강구성(0.352)

## 여담
- 홈구장인 마산 야구장의 좌석 수를 16000석에서 14164석으로 줄였다.
- 남해 스포츠파크 야구장을 임시 2군 홈구장으로 사용하다가, 포항 야구장을 2군 홈구장으로 사용하기 시작했다.
- 이상호는 이 시즌 1군에 데뷔하여 KBO 리그 역대 1군 출전 선수 중 첫 유원대학교 출신 타자가 되었다.
- 아담은 구단 사상 첫 KBO 리그 경기의 선발투수로 등판했으며, 뒤이어 등판한 이성민이 구단 사상 첫 패전 투수가 되었다. 이날 김종호가 1번 타자로 나서 구단에서 처음으로 타석을 소화했으며, 이현곤이 첫 도루, 박민우가 첫 병살타, 최금강이 첫 폭투, 이태양이 첫 사구를 기록했다.
- 4월 11일 LG 트윈스와의 경기에서 구단 사상 첫 승리를 달성했다. 이재학이 승리 투수가 되었고, 문수호가 구단 사상 첫 홀드를 챙겼다.
- 4월 13일 SK 와이번스와의 경기에서 김진성이 구단 사상 첫 세이브를 올렸다.
- 권희동은 타율 0.203으로 21세기 KBO 리그에서 단일 시즌 최저 타율을 기록한 선수가 되었다.
- 찰리는 피3루타 집계를 시작한 2013년 이래 규정 이닝을 채운 투수들 중 KBO 리그 최초로 단일 시즌에 3루타를 한 개도 맞지 않은 투수가 되었다.
- 해커는 당시 리그에서 규정 이닝을 채운 투수 중 유일하게 퀵 후크를 한 번도 당하지 않았다.
- 이재학은 체인지업 구종가치 29.7로 2013년 이후 KBO 리그 역대 단일 시즌 최고 기록을 세웠다.
- 김종호는 총 6번 견제사를 당해 2013년 이후 KBO 리그 단일 시즌 최다 기록을 세웠다.
- 권희동은 주루 기회 105회에 그쳐 2013년 이후 규정 타석 충족 타자 중 단일 시즌 주루 기회를 가장 적게 창출한 선수가 되었다.
- 권희동은 2루 주자일 때 단타 시 득점 성공률 100%로 2013년 이후 규정 타석 충족 타자 중 최고 기록을 세웠다.
- 김태군은 더블 스틸을 6번 허용하여 2013년 이후 단일 시즌 더블 스틸을 가장 많이 허용한 포수가 되었다.
- 이재학은 구단 사상 첫 KBO 신인상 수상자가 되었다.
- 강구성과 박상혁은 시즌 종료 후 상무 야구단에 입대하여 구단 사상 최초로 상무 야구단에 입대한 선수가 되었다.
- 이종욱은 ADT캡스플레이어 대상의 초대 수상자가 되었다.
- 내야수 강민국은 2014 신인드래프트에서 1차 지명되어 구단 사상 첫 1차 지명 선수가 되었다.

## 같이 보기
- 2012년 NC 다이노스 시즌